# ジョナネズミキツネザル
ジョナネズミキツネザル（Microcebus jonahi）は、マダガスカルに生息するコビトキツネザル科ネズミキツネザル属の一種。
2020年に新種として記載。90年代には2種しか含まれていなかったネズミキツネザル属の構成種はその後次々と増加し、本種はネズミキツネザル属として25番目の種となっている。野外で捕獲した個体からの遺伝子サンプルを基に新種とされたため、毛皮や骨格や液浸など一般的な意味での模式標本は採取されていない。

## 名称
英名ではJonah's mouse lemur（訳: ジョナのネズミキツネザル）といった名称もある。学名の「jonahi」は、マダガスカルの霊長類学者のジョナ・ラツィンバザフィへの献名である（なお、本種の発見者は記載論文の第一著者Dominik Schüßlerである）。
新種として発表された際の論文では、学名になぜラツィンバザフィの名を使ったかについて

ジョナ・ラツィンバザフィはマダガスカルのキツネザルの保護に人生を懸けてきた。科学者のコミュニティに対して（例: GERP、IPS、LemursPortal）、マダガスカル国民に対して（例: World Lemur Festivalの創始により）、またマダガスカルの首脳陣に対して、国内外を問わず働きかけを行い、マダガスカルの若い学生や科学者の模範であり続けている。彼は極めて困難な時期においてもマダガスカルとその象徴であるキツネザルに希望を与えている。

としている。

## 分布
マダガスカル北東部の熱帯雨林、北マナナラ国立公園区域内、アンババラ村周辺にのみ生息している。
熱帯雨林では、標高42-356 mの範囲で見ることができる。林の中でも、地面に近い場所で移動しており、草丈の短いアフラムム・アングスティフォリウムに掴まっている姿も発見されている。

## 分類
模式標本は成獣オスの生体から採取した組織片や体毛で、元となった個体は捕獲後のサンプリングや写真撮影後に放獣されている。分子系統解析ではマッカーサーネズミキツネザルM. macarthuriiと近縁であることが示されている。

## 保全状況
詳しい個体状況・保全状況は分かっていないが、マダガスカルで進んでいる森林破壊により、絶滅する可能性は十二分にある。
2022年版レッドリストでは、絶滅危惧IB類に指定されている。

## 形態・生態
全長は約26センチメートルほどで、霊長類の中でもかなり小柄な部類に入る。体重も約60グラムほどで、霊長類としてはこれもかなり軽い部類に入る。
体毛は赤褐色で短く多い。耳は小さく、尾・耳ともに赤褐色がかっている。左目と右目の間は白くなっている。
腹部はやや黄色っぽくなっており、頬は明るめの茶色をしている。背はやや暗い茶色。手足は薄橙色。
夜行性。
性的二形の特徴は見られない。正確に言うと、オスが生後8 - 9か月時点で（後述の表における「発情期」にあたる）精巣などが発達、メスは生後10 - 11か月で（後述の表における「発情前期」にあたる）乳が発達する。のため、生後1年目辺りで繁殖することが可能となる。
メスの状態の変化は以下の通り：
| メス       | メス                                       |
| ---------- | ------------------------------------------ |
| 発情休止期 | 膣が閉じ、生殖活動ができない               |
| 発情前期   | 膣が開いていく                             |
| 発情期     | 膣が完全に開く                             |
| 妊娠期     | 腹部が膨らむ                               |
| 授乳期     | 乳房が膨らみ柔らかくなる。母乳が分泌される |

オスの状態の変化は以下の通り：
| オス       | オス |
| ---------- | --- |
| 発情休止期 | 勃起しない |
| 発情期     | メスの発情期の1 - 3か月前から突入。勃起するようになるほか、男性器のサイズが拡大、精巣に関しては個体によって10 mmほどの差があるものの拡大 |

## 人間との関係
マダガスカル島の地元民からは食用として利用されている。
焼畑農業を行っているときに捕獲されるケースが多く、密猟されるときもある。捕獲されたものの内、ペットにされるケースもある。
マダガスカルで進んでいる森林破壊による被害を受けており、2022年版レッドリストでは、絶滅危惧IB類に指定されている。